# Chepelare (huyện)
Chepelare là một huyện thuộc tỉnh Smolyan, Bungaria. Dân số thời điểm năm 2001 là 9232 người.